# Filippo Corridoni (sommergibile)
Il Filippo Corridoni è stato un sommergibile della Regia Marina.

## Storia
Durante il secondo conflitto mondiale fu molto impiegato nel trasporto di rifornimenti, compiendo 15 missioni di questo tipo.
La sua prima missione, iniziata il 30 giugno 1940 con la partenza da Napoli, consisté nel trasporto a Tobruk, dove giunse il 3 luglio, di 27 tonnellate di rifornimenti, percorrendo 20.960 miglia in superficie e 2.172 in immersione.
Nel corso del conflitto 1940-1943, oltre alle già citate 15 missioni di trasporto, svolse 23 missioni offensive o esplorative e 7 di trasferimento. 
All'armistizio si consegnò agli Alleati a Palermo, da dove partì il 20 settembre 1943, insieme a cinque altri sommergibili e a svariate unità navali, per portarsi a Malta. Il 13 ottobre rientrò in Italia, insieme a 15 altri sommergibili.
Sempre nell'ottobre 1943 fu dislocato ad Haifa, ed il 29 ottobre approdò a Portolago, rifornendo l'isola di Lero prima della sua caduta. 
Radiato il 1º febbraio 1948, fu poi demolito.

## Nome
Il battello era intestato alla memoria del sindacalista rivoluzionario ed interventista, Filippo Corridoni, Medaglia d'oro al Valor Militare della prima guerra mondiale, caduto nel corso della guerra sul Carso il 23 ottobre 1915.